# Najas alagensis
Najas alagensis là một loài thực vật có hoa trong họ Hydrocharitaceae. Loài này được (Pollini) Pollini mô tả khoa học đầu tiên năm 1824.